# 桜舞う乙女のロンド
『桜舞う乙女のロンド』（さくらまうおとめのロンド）は、ensembleから2013年11月29日に発売された18禁美少女アドベンチャーゲーム。『花と乙女に祝福を』『乙女が紡ぐ恋のキャンバス』に続く、主人公が女装してお嬢様学園に通う「乙女シリーズ」の3作目である。略称は「桜乙女（）」。2014年3月28日にミニファンディスク『桜舞う乙女のロンド 〜あなたと見る冬桜〜』が発売された。
その後、ハブロッツから2015年12月11日にAndroid版（萌えAPP）が、2016年3月18日にiOS版が発売された。2018年2月21日からはGoogle Playでも配信されている。

## システム
本作は、マウスクリックなどでテキストを読み進め、途中表示される選択肢から主人公の行動を選んでいくことで物語が分岐・進行する、オーソドックスな恋愛アドベンチャーゲームである。
桜舞う乙女のロンド
マルチエンディング形式。いわゆる攻略可能なヒロインは、デフォルトでは5人用意されている。ヒロイン全員に「AFTER STORY」が用意されており、それぞれのルートをクリアした後にプレイできる。期間限定の「お兄ちゃんじゃなくて恋人になって欲しいの……」パッチを適用することで主人公の義妹が攻略ヒロインに加わる。
一部のルートは凝った作りになっており、専用の立ち絵で劇中劇が演じられる。
一度クリアするとタイトル画面の「EXTRA」メニューが開放される。「CG MODE」「REPLAY MODE」機能でゲーム中で一度表示されたイベントCG・エッチシーンをいつでも鑑賞できるようになるほか、ゲーム中の楽曲を「MUSIC MODE」機能で聴けるようになる。
あなたと見る冬桜
2014年1月17日まで行われていたキャラクター人気投票「輝け、第1回！ 桜花女学園人気投票選手権！」で1位になった門脇桜と、2位になった真原裕里の後日譚シナリオが用意されている。2本のシナリオから任意に選んでプレイする形式。

## あらすじ
両親の仕事の都合で幼少期から世界各地を転々としていた真原葵（）と真原祐里（）の兄妹が日本に帰国し、それぞれ男子校の「菊花学園」と女子校の「桜花女学園」に編入することになった。
ところが、祐里の病弱を心配した母親と桜花の学園長でもある伯母の策略により、葵は菊花に籍を置きながら、祐里と同じ桜花女学園にも通うことを強いられる。その上、ふとした縁から同校の生徒会「桜花会」の副会長に指名されてしまう。同じく桜花会入りを果たした祐里のフォローの元、男子校と女子校を行き来する葵の二重生活が始まる。

### 本編
小峰まなみルート
桜花学園では生徒が強引なナンパに遭う被害が相次いでおり、桜花会新会長の小峰まなみ（）もナンパされていたところを男姿の葵に助けられる。ほかにも偶然が重なり、まなみは男姿の葵と親しくなっていく。ある日のデートで、まなみは自分の両親が桜花祭のダンスパーティーで出会って結婚したことを話し、桜花祭で好きな人とダンスを踊ることが夢だと打ち明ける。
菊花生にナンパの疑いが向けられるようになり、菊花生の入場禁止や桜花祭そのものの中止まで取り沙汰されるが、まなみと葵の頑張りで例年通りの開催にこぎ着ける。他方、葵は桜花生として、まなみから冬桜の下でダンスを教わっていたが、一箇所だけどうしてもうまく踊れず、「葵さんの癖」だと指摘されていた。
桜花祭当日、まなみは念願叶って菊花の制服を着た葵と踊るが、問題の箇所で躓いてしまった葵は逃げるように会場を出て行く。後を追ったまなみは桜花の制服を着て現れた葵を抱きしめる。事情を説明した葵と、納得したまなみの頭上に、桜花祭の終了を告げる花火が打ち上がる。
門脇桜ルート
桜花会としても桜花祭に何か出展したいという話になり、葵の提案で「桜花館」の花壇に花を植えることになる。バラの花壇を作ることになった門脇桜（）と葵は、共同作業を通じて強く意識し合うようになる。
想いを抑えきれなくなった桜から葵に告白するが、葵は性別を偽っている身であり、露見すれば祐里達にも迷惑がかかると考え、返事を躊躇う。その時雨が降り、二人は桜花館へ避難する。濡れた服を乾かしながら体を寄せ合っていると、桜の手が葵の男性器に触れてしまい、桜は葵が男だと気づく。兄妹の事情を聞いた桜が秘密にすると約束したことにより、性別の問題が解消された二人は恋人になる。
桜花祭の前日夜に天気が崩れ、葵と桜は雨の中力を合わせて花壇にシートをかける。無理が祟って風邪を引いた葵は桜花祭当日を保健室で休むことになるが、桜と二人で終了直前の学園内を回り、来年は菊花祭を一緒に回ろうと約束する。
江利原美月ルート
桜花会会計の江利原美月（）がいつも読んでいた本は意外にも流行のライトノベルだった。本を借りた葵は共通の話題を通じて美月と親しくなる。一方、美月は通学中に見かける菊花生の葵を意識するようになり、しかし名前を間違えて覚えてしまう。相談された葵は相手が自分でないことにもやもやするが、その日から美月の恋を応援していく。
葵と美月はライトノベルのコスプレでダンスパーティーへの参加を決めるが、衣装作りで徹夜した美月が熱を出してしまう。介抱にあたった葵のウィッグが外れ、正体が露見すると、美月は（片思いの相手に）からかわれていたと激しく怒り、同じ本が好きだというのも嘘だったに違いないと決めつける。
美月から距離を置かれた葵は、美月が作りかけていた衣装を完成させると二人きりで会う。ライトノベルの主人公姿に扮した葵は、本の中で主人公と仲違いしていた親友の仮装をした美月に、仲直りの台詞を一言一句違えず語ってみせる。美月は本の中の台詞を正確に言えた葵を信じ直し、好きだと告げる。直後に美月の勘違いが発覚し、美月は自分たちの物語はこれからと宣言する。
天司涼香ルート
桜花会業務の引き継ぎを通じて葵は前会長の天司涼香（）と親しくなる。ある日、涼香の口から「あおっぴ」という言葉が漏れる。それは葵が日本にいた頃のあだ名だった。
涼香は昔仲良くしていた「あおっぴ」少年の思い出を話し、女の葵のことをついその名で呼んでしまったと釈明する。葵は、涼香が幼馴染の「りょうちゃん」だったとわかり驚く。涼香は葵との幼少時の別離に深く傷つき、以来男性不信になっていた。葵は桜花の女学園生として涼香に告白し、恋仲になる。
涼香には婚約者がいた。菊花生の葵は、涼香の許嫁である不知火怜と対峙し、自分も涼香を慕っていると告げる。二人はダンスパーティーでどちらが涼香のパートナーに選ばれるかを競い合うことになる。
桜花祭の当日、葵は菊花の制服姿で涼香にダンスを申し込み、混乱する涼香に「あおっぴ」は自分だと白状する。二人の前に現れた怜は「今日踊ってくれたら婚約を解消する」と約束していたと打ち明け、相手が誰であれ「涼香は踊った」と言う。実は涼香の男性不信を決定づけたのは怜で、怜も責任を感じていたのだった。怜は去り、葵と涼香は冬桜の下でもう一度踊る。
新垣若菜ルート
新垣 若菜（）は、両親の結婚記念日に夫婦水入らずの海外旅行を提案したものの、初めての一人暮らしという孤独に耐えかね、夜の街を歩くようになっていた。前副会長で若菜の叔母にあたる神楽坂聖（）から依頼を受けた葵もこの件に関わるようになり、ある夜、街を徘徊していた若菜を捜し当てる。桜花寮へ連れて行き、一泊させることにしたが、葵と同じ部屋で寝たがったことから女装が露見し、関係を持ってしまう。
若菜の両親が仕事の拠点を海外に移すことがきまり、若菜はこのままだと転校するかもしれないと考える。葵は「『桜花女学園に通い続けることが若菜のためになる』ということを若菜自らが証明するしかない」というアドバイスを与える。それ以降、若菜は桜花会の仕事を率先してこなすようになる。
桜花祭の日、若菜の両親は、迷子の少女を保護する若菜を見て、「卒業するまで、桜花女学園でしっかりと勉学に励みなさい」と伝える。桜花祭は無事終わり、若菜が桜花寮に引っ越してくる。
真原祐里ルート（「お兄ちゃんじゃなくて恋人になって欲しいの……」追加パッチ）
桜花祭の翌日、熱を出して寝込んだ祐里の頼みで、葵はアイスを買いに出かける。祐里は、外国で暮らしていた幼少期にも葵が自分のためアイスを買いにひとり街へ出て行ったことを思い出す。翌朝、祐里がなぜ自分に優しくしてくれるのかと聞くと、葵は祐里が祐里だからだと答える。
回復した祐里は葵を外出に誘い、男の姿の葵とのデートを楽しむ。祐里は葵に自分のことをどう思っているのか尋ねるが、葵はすぐに答えられず、気まずい雰囲気のまま帰寮する。
「先に相手の気持ちを知ろうとする自分は卑怯なのか」と祐里から相談された寮母の亮子は、自分の気持ちを大事にしていないと指摘する。祐里が決心して自分から気持ちを伝えると、葵も好きだと答え、二人は結ばれる。二人は自分たちの関係は当分秘密にしておこうと話し合う。

### あなたと見る冬桜
門脇桜アフター
本編の直後、葵と桜は正月の午前中にデートを楽しむ。昼に誰もいない桜花寮に戻り、桜が雑煮を振る舞う。午後の間ずっと体を重ねていると祐里が帰寮し、現場を目撃されてしまう。葵を説教する祐里を見て、桜は二人の距離感がうらやましいと話し、いつか自分も家族として輪の中に入れたら素敵だと考える。
真原祐里アフター
本編の翌年五月、葵たちは最上級生になっている。葵と祐里はまだ両親に交際を知らせていない。映画館でデートを楽しんで帰寮すると、母親から葵に荷物が届いていた。同封の手紙を読むと、母親は祐里の微妙な変化に気付いており、二人が交際していることを見抜いていたことがわかる。中には母親が昔使ったというウェディングベールが入れられており、葵はそのベールを祐里にかぶせる。

## 舞台

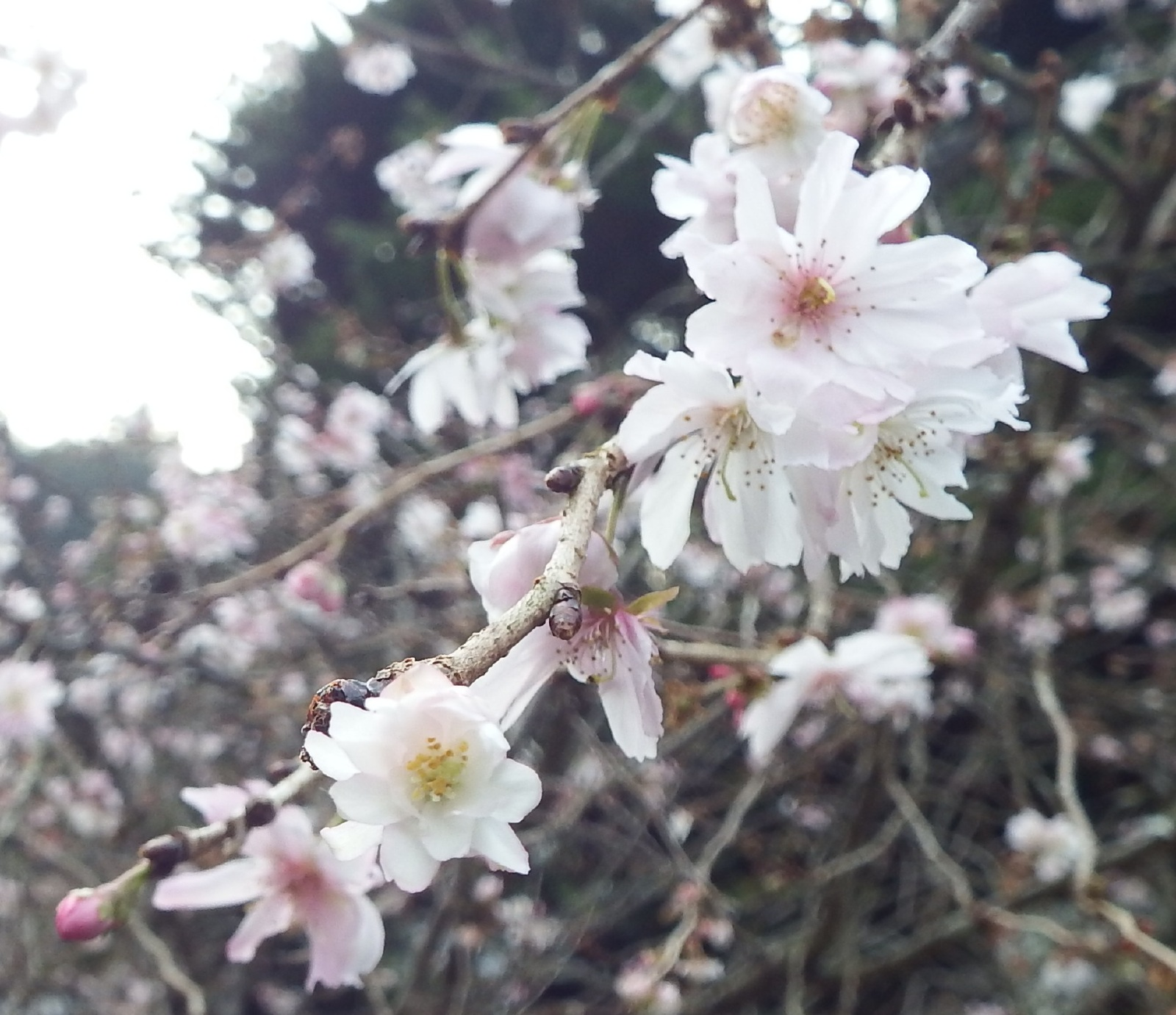
「冬桜」は本作のモチーフの一つである。フユザクラという品種も存在するが、冬に咲く桜全般を指して「冬桜」と呼ぶ。写真はシキザクラ。

桜花女学園（桜花学園とも）
葵と祐里の通う学園。名家や財閥の令嬢が多く通う、伝統と格式を誇るお嬢様学園であり、葵の母方の伯母が学園長を務めている。隣駅にある男子校の菊花学園は姉妹校であり、義伯父が学園長を務めている。
桜花寮
葵・祐里・美月が暮らす学園の寮。自宅から通えない生徒たちが寮生活をしており、週末はほとんどが自宅に帰る。学園からは離れており、寮生は電車で通学している。桜花生の多くが、寮近くにある商店街を買い物に利用している。
桜花会
「桜花会」は桜花女学園の学生会である。一般的な学生会よりも学園の運営に多く関与しており、学園生個々人、各学級、各部活動は勿論のこと、桜花会の影響は各教科の教務、学園事務にまで及んでいる。桜花女学園では何をするにも桜花会の存在が必ずついてまわるということであり、そのため桜花会には日々業務が集中している。
桜花会の常設の役職は会長、副会長、書記、会計の4職。その他に必要に応じて会長補佐の席を設けることができ、会長が任命権を持つ。毎年秋に役員の交代が行われるが、選挙ではなく、前任の役員（お姉様）が後任者を選ぶ指名制により、代々その地位が受け継がれている。会長には勉強のほか運動でも上位の成績が求められる。
| 役職名       | 旧役員 | 旧役員      | 新役員 | 新役員      | 備考             |
| ------------ | ------ | ----------- | ------ | ----------- | ---------------- |
| 会長         | 3年    | 天司 涼香   | 2年    | 小峰 まなみ |                  |
| 会長補佐     | —      | —           | 2年    | 門脇 桜     | まなみによる任命 |
| 副会長       | 3年    | 神楽坂 聖   | 2年    | 真原 葵     |                  |
| 書記         | 3年    | 小石川 珠音 | 2年    | 真原 祐里   |                  |
| 会計         | 2年    | 江利原 美月 | 2年    | 江利原 美月 | 留任             |
| 桜花会預かり | 1年    | 新垣 若菜   | 1年    | 新垣 若菜   | 入学以降         |

桜花祭
桜花学園と菊花学園は合同で学園祭を行っており、桜花学園の学園祭を「桜花祭」、菊花学園の学園祭を「菊花祭」という。年度毎の持ち回りで開催されており、作中年度は桜花祭が開催される年にあたる。桜花祭のメインイベントは桜花ホールで行われるダンスパーティーであり、菊花の男子生徒が桜花の女子生徒に申し込み、ペアとなってダンスを踊る。桜花祭の最後には花火が打ち上げられる。
桜花会役員に就任後の初めての大仕事がこの桜花祭（菊花祭）である。
冬桜の木
桜花会の業務は歴史ある洋風建築の「桜花館」で行われる。桜花会専用の施設とされており、一般の学生は入り口までしか立ち入れない。桜花館の入り口には大きな冬桜の木が植わっており、『桜花祭の時、満開に咲いた桜の下で踊った二人は結ばれる』という伝説がある。しかし現在は空調の効いたホールでしか踊っておらず、冬桜の下でダンスを踊る人は「話でしか聞いたことがない」（まなみ）とのこと。
タイトルに「桜」とあるが、これは「冬桜」のことであり、本作は秋から冬にかけての物語である。

## キャスト
| 役名        | 本編         | FD         |
| ----------- | ------------ | ---------- |
| 真原 葵     | 歩河みぃな   | 歩河みぃな |
| 小峰 まなみ | 桜川未央     | —          |
| 門脇 桜     | 白月かなめ   | 白月かなめ |
| 江利原 美月 | 有栖川みや美 | —          |
| 天司 涼香   | ヒマリ       | —          |
| 新垣 若菜   | 上原あおい   | —          |
| 真原 祐里   | 羽鳥いち     | 羽鳥いち   |
| 神楽坂 聖   | 榛名れん     | —          |
| 小石川 珠音 | 百瀬ぽこ     | —          |
| 堺 浩一     | 葵海人       | —          |
| 佐々原 亮子 | 遠野そよぎ   | —          |
| 双葉 沙耶子 | 桐谷華       | —          |
| 不知火 怜   | 佐和真中     | —          |

## スタッフ
- 原画 - きみしま青（葵、まなみ、祐里、聖、珠音、浩一、怜）、ねまき、蟹屋しく（美月、若菜）[1]
（担当キャラクターの出典 : [29][30]）
- 作中劇作画 - むー[6]
- シナリオ - 歌鳥、ハイボリューム、水瀬拓未[1] / 温泉大祐（ミニファンディスク）[12]
- 音楽 - ミリオンバンブー[6]
- ムービー - どせい（Mju:z）[6]
- ディレクター - 夏月、真田昌樹（アシスタント）[6]

## 主題歌
オープニングテーマ「桜色の想い」
作曲・編曲 - ANZIE / 歌・作詞 - Duca
エンディングテーマ「Story」
作曲・編曲 - ANZIE / 歌・作詞 - Duca

## サウンドトラック
サウンドトラック「乙女が奏でるコンチェルト」がコミックマーケット85で販売された。主題歌2曲を含む作中BGM全20曲が音楽CD1枚に収録されている。
| #         | タイトル                   | 作詞      | 作曲             | 時間 |
| --------- | -------------------------- | --------- | ---------------- | ---- |
| 1.        | 「桜色の想い」(歌：Duca)   | Duca      | ANZIE            | 4:37 |
| 2.        | 「陽だまりの日常」         |           | ミリオンバンブー | 2:35 |
| 3.        | 「穏やかな調べ」           |           | ミリオンバンブー | 2:52 |
| 4.        | 「静寂と共に」             |           | ミリオンバンブー | 2:40 |
| 5.        | 「笑顔を浮かべて」         |           | ミリオンバンブー | 2:33 |
| 6.        | 「心、静かに揺らす」       |           | ミリオンバンブー | 3:01 |
| 7.        | 「ある喜劇の顛末」         |           | ミリオンバンブー | 2:47 |
| 8.        | 「桜花狂想曲」             |           | ミリオンバンブー | 2:47 |
| 9.        | 「通じ合う気持ち」         |           | ミリオンバンブー | 2:30 |
| 10.       | 「悲しみの足音」           |           | ミリオンバンブー | 3:00 |
| 11.       | 「頬を伝う雫」             |           | ミリオンバンブー | 2:47 |
| 12.       | 「切り開くは道」           |           | ミリオンバンブー | 2:57 |
| 13.       | 「喜びは共に分ち合う為に」 |           | ミリオンバンブー | 2:56 |
| 14.       | 「花の宴」                 |           | ミリオンバンブー | 2:51 |
| 15.       | 「華美なる薔薇」           |           | ミリオンバンブー | 2:42 |
| 16.       | 「惹かれあう心」           |           | ミリオンバンブー | 2:49 |
| 17.       | 「これからも一緒に」       |           | ミリオンバンブー | 2:51 |
| 18.       | 「夜想曲」                 |           | ミリオンバンブー | 3:00 |
| 19.       | 「希望を胸に」             |           | ミリオンバンブー | 2:41 |
| 20.       | 「Story」(歌：Duca)        | Duca      | ANZIE            | 4:27 |
| 合計時間: | 合計時間:                  | 合計時間: | 59:23            |      |

## 女装主人公ミニゲーム
乙女シリーズの歴代女装主人公が集結するミニゲームの第1弾「乙女シリーズ主人公ぱっち」が、本作の発売日から2014年2月12日までの期間限定で配信された。

## 制作・広報
本作は、乙女シリーズでは初めてメイン原画に複数人のイラストレーターを起用した作品となった。
前作に引き続いてキャラクターデザインを担当したきみしま青は、「今回は柔らかめの雰囲気の女の子を意識して描いていて、更に塗りも柔らかめに塗って頂いているのでまた違った雰囲気に仕上がっていると思います」と述べている。きみしま達と原画を分担した蟹屋しくは、「作品イメージを損なわないようにと、お嬢様らしさやそれぞれの個性を意識して描いております」と述べている。
シナリオ担当には当初、来夢みんとがクレジットされていたが、体調不良により途中降板した。交代で水瀬拓未が参画した。

## 反響

### 売り上げ
桜舞う乙女のロンド
本作は発売月（2013年11月）の売り上げにおいて、PCpressの集計では8位、Getchu.comの集計では3位、アダルトゲーム月刊誌『BugBug』の集計では5位を記録した。発売年（2013年）においては、Getchu.comの集計で上位50位の圏外、『BugBug』の集計では上位20位の圏外であった。
あなたと見る冬桜
ミニファンディスクの『あなたと見る冬桜』は、その発売月（2014年3月）の売り上げにおいて、PCpressの集計では35位、Getchu.comの集計では18位を記録した。発売年（2014年）においては、Getchu.comの集計で上位50位の圏外、『BugBug』の集計では上位20位の圏外であった。

### 人気投票
| 部門名       | Getchu.com | TECH GIAN | BugBug    |
| ------------ | ---------- | --------- | --------- |
| 総合         | 圏外/20位  | 圏外/30位 | 圏外/20位 |
| シナリオ     | 圏外/10位  | 圏外/10位 | 圏外/20位 |
| グラフィック | 圏外/10位  | 圏外/10位 | 部門なし  |
| 音楽         | 圏外/10位  | 圏外/10位 | 圏外/20位 |
| システム     | 圏外/10位  | 圏外/10位 | 圏外/20位 |
| ヴォイス     | 部門なし   | 部門なし  | 圏外/20位 |
| ムービー     | 圏外/10位  | 部門なし  | 部門なし  |
| エッチ       | 圏外/10位  | 圏外/10位 | 圏外/20位 |
| キャラクター | 0人/20位   | 0人/10位  | 0人/20位  |

桜舞う乙女のロンド
本作は発売月（2013年11月）のユーザー人気投票において、Getchu.comの5位を獲得した。発売年（2013年）の人気投票においては、Getchu.comでは全部門で圏外、アダルトゲーム月刊誌『TECH GIAN』では全部門で圏外、『BugBug』では全部門で圏外であった（表：「2013年の美少女ゲーム人気投票における本作の位置」に一覧を示す。）。
あなたと見る冬桜
ミニファンディスクの『あなたと見る冬桜』は、その発売月（2014年3月）のユーザー人気投票において、Getchu.comでは圏外であった。発売年（2014年）の人気投票においては、Getchu.comでは全部門で圏外、『BugBug』では全部門で圏外であった（一覧表は省略する。）。

### 批評
『BugBug』2014年2月号にて本作のレビューが掲載された。本作において主人公は女学園だけではなく男子校にも籍を置いており、女学園と男子校で二重生活を強いられることになる。この設定に対しレビューでは「今まで結構な数の女装主人公モノをやってきましたが、こういう状況のものはなかったので斬新」であるとされ、この設定が単なる設定に留まらず、「しっかり女装主人公モノの面白さに繋がっているのが良い」と評された。他作品の女装キャラは、外見も中身も女の子そのものであり完璧超人なキャラクターが多い中で、本作では主人公がついつい男らしい場面を見せてしまうのでそれが後の正体バレの伏線にもなっていると指摘された。女装モノにおいて正体バレは重要なイベントであり、何の脈絡もないトラブルや直感で正体がバレるのではなく正体バレに至る展開が本作では丁寧に描かれていると評された。
『BugBug』のレビュアーはまたヒロインの美月が個人的に一番良かったと述べている。美月以外のルートでは主人公の正体が判明した場合に肯定的にヒロインに受け入れられるのに対し、美月ルートでは美月は深く傷つき主人公を拒絶する展開となる。こうした展開に対しレビュアーは「正体バレしたときにアッサリ受け入れられては少々物足りない」「〔ハッピーエンドへの：引用者注〕過程は山あり谷ありの方が面白い」と述べている。

## 関連商品
上述したサウンドトラックのほか、以下のグッズが製作されている。
- 桜舞う乙女のロンド A1タペストリー[50]

また、以下の作品には本作主人公の真原葵が登場している。『乙女が彩る恋のエッセンス』にはヒロインの小峰まなみ・門脇桜も登場する。
- 乙女が奏でる恋のアリア
- 乙女が彩る恋のエッセンス
- シャイニー・シスターズ 〜女装主人公アイドルプロジェクト〜

門脇桜は次の作品にも登場している。
- 想いを捧げる乙女のメロディー 〜あふれる想いを調べにのせて〜